# Městské opevnění (Dvůr Králové nad Labem)
Městské opevnění ve Dvoře Králové nad Labem v okrese Trutnov jsou částečně dochované středověké hradby města. Jejich pozůstatky jsou chráněny jako kulturní památka.
Královédvorské hradby byly založeny nejpozději na přelomu čtrnáctého a patnáctého století. Tvořila je jediná zeď s množstvím dovnitř otevřených věží, před kterou vedl příkop a vnější val. Hradba s torzy několika věží se dochovala zejména na západní a severovýchodní straně města. Z věží stojí pouze Šindelářská věž, která střežila sousední zaniklou bránu.

## Historie
Město Dvůr Králové vzniklo ve třináctém století. Není jasné, kdy byly založeny jeho hradby, ale pravděpodobně se tak stalo v době před husitskými válkami. Z doby na přelomu čtrnáctého a patnáctého století pochází dochovaná podoba kostela svatého Jana Křtitele a z jeho vztahu k hradbě je zřejmé, že hradba byla postavena současně s kostelem nebo později. Původně někde v okolí kostela stávalo zeměpanské sídlo: dvůr nebo hypotetický královédvorský hrad.

## Stavební podoba
Historické centrum Dvora Králové má oválný půdorys, z něhož k severu vystupuje výběžek s kostelem svatého Jana Křtitele, s celkovou rozlohou 7,5 hektaru. Ze západu jej vymezuje svah klesající k Labi, zatímco na východě protéká Hartský potok.

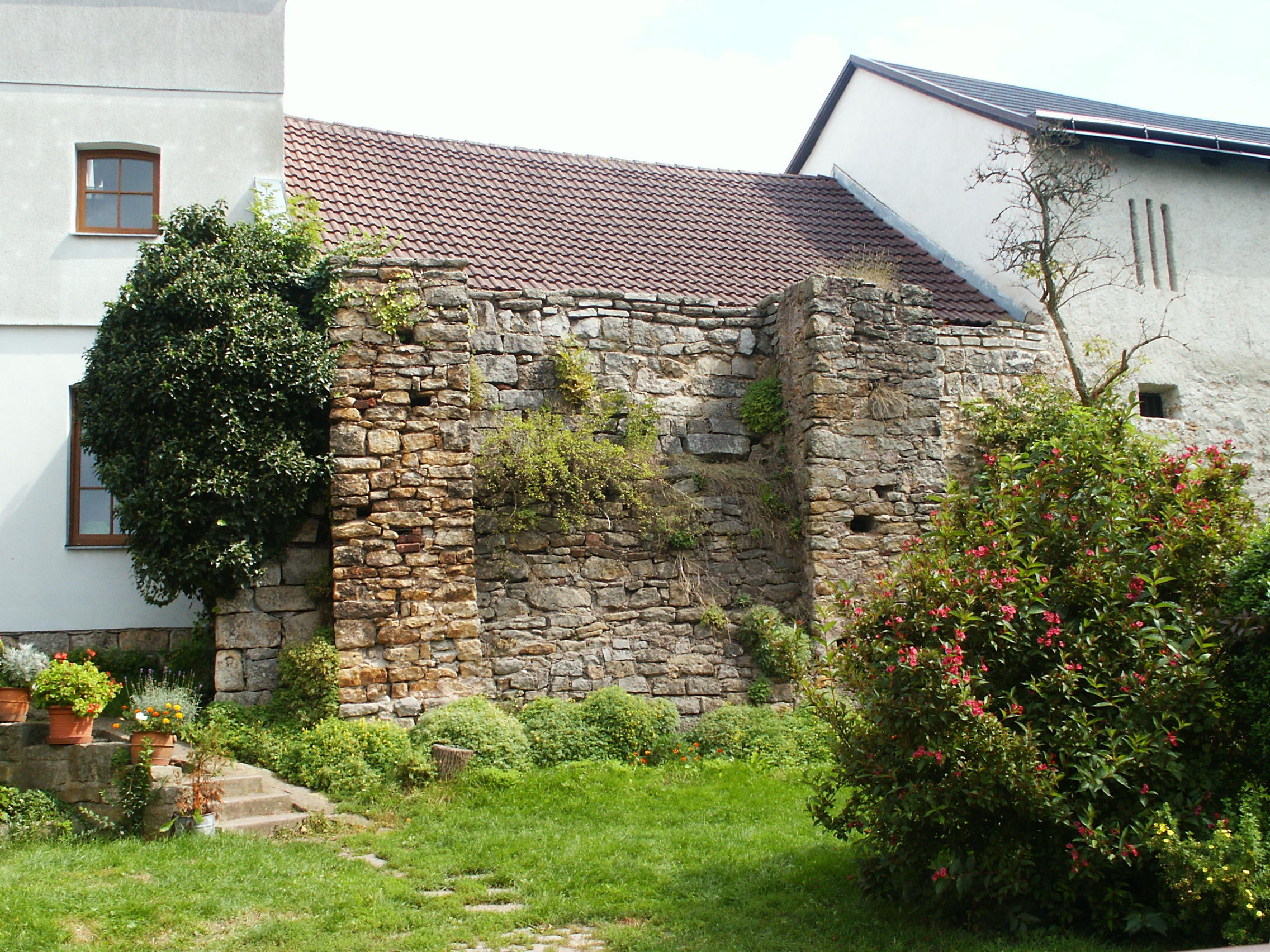
Torzo hranolové věže ve Valové uličce

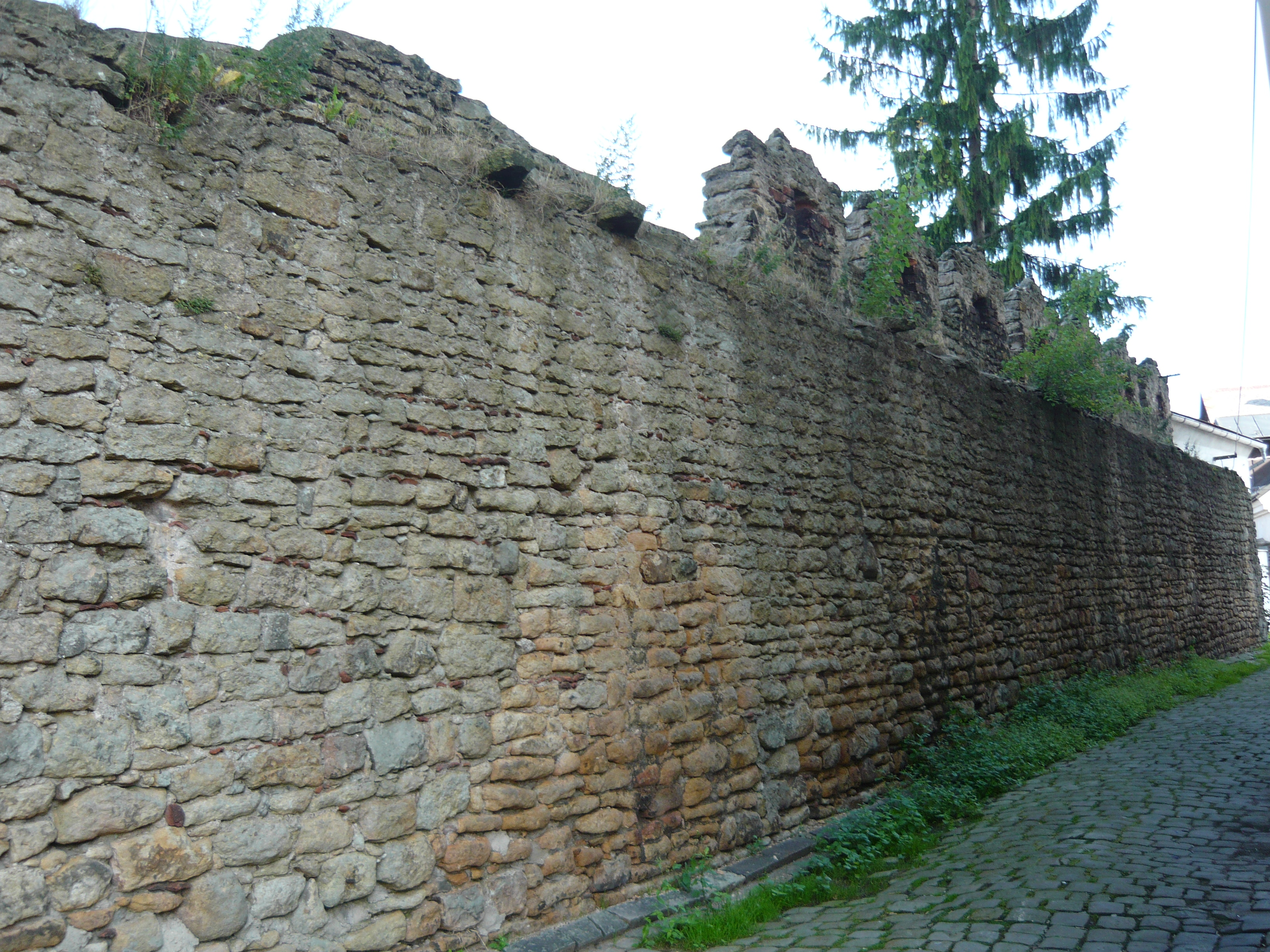
Hradba s cimbuřím u kostela svatého Jana Křtitele

Fortifikační systém se skládal ze zděné hradby, příkopu s valem a značného počtu věží. Hradba byla asi 140 centimetrů silná a přibližně sedm metrů vysoká. Na dochovaných zbytcích jsou patrné dva typy jejího ukončení. V okolí kostela svatého Jana Křtitele ji zakončuje cimbuří, jehož stínky jsou kryté pultovou stříškou, která je ve středu stínky mírně vyvýšená. Všechny stínky jsou prolomené obdélnými, z cihel vyzděnými střílnami. Hradební ochoz na vnitřní straně je rozšířen kamennými deskami. Na většině obvodu města však byla hradba patrně bez ochozu a ukončovala ji jen pultová stříška, na spodní straně protažená do okapní římsy.
Hradbu zesilovalo množství věží, na východní a západní straně vzájemně vzdálených dvanáct až patnáct metrů. Podobné vzdálenosti nejspíše bývaly i na jihu a pouze na severu, kde se nachází strmý svah, věže chyběly. Některé věže měly čtverhranný půdorys, ale převažovaly věže se segmentovým půdorysem. Segmentové věže byly dovnitř otevřené a jejich vnější průměr byl okolo pěti metrů. Věže byly budovány současně s hradbou, převyšovaly ji a k aktivní obraně sloužilo pouze jejich horní patro.
Do města vedly čtyři brány: Horní (v místech křižovatky Husovy ulice a Valové uličky), Dolní (v Revoluční ulici), Hradišťská (východní konec Švehlovy ulice) a Šindelářská (Havlíčkova ulice), které doplňovala menší fortna (přibližně na křižovatce ulic Josefa Hory a Komenského). Původně měly podobu prostého průjezdu hradbou. U tří stávala válcová věž a pouze Horní brána měla věž hranolovou. Z mapy stabilního katastru vyplývá, že postupně procházely stavebním vývojem k náročnějším řešením vstupu. Podle plánu města z osmnáctého století před Hradišťskou bránou stával barbakan.

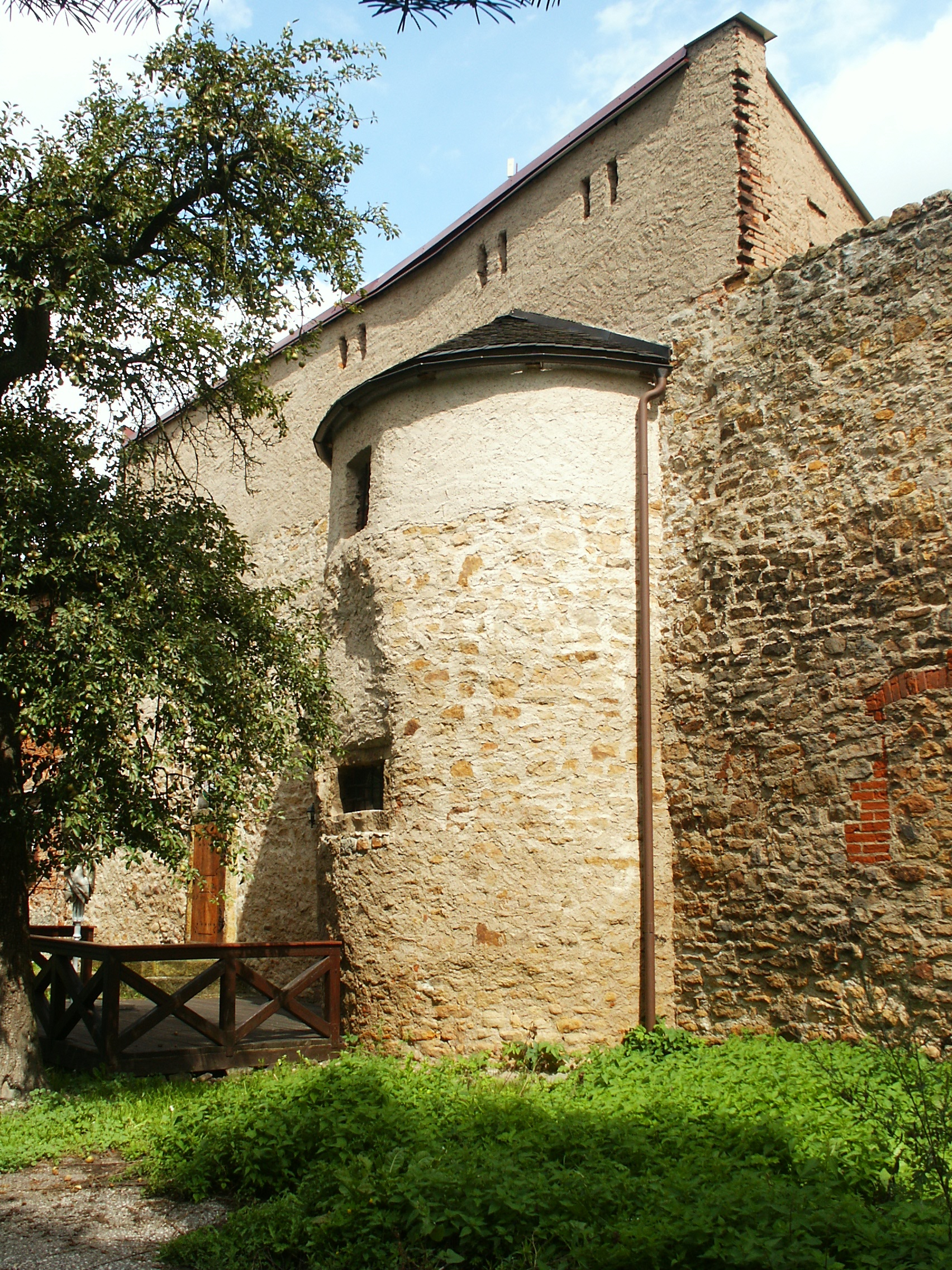
Segmentová věž s přilehlou hradbou ve Valové uličce

Jedinou dochovanou branskou věží je okrouhlá věž Šindelářské brány, která se nacházela vlevo od ní (při pohledu z předměstí). Věž má průměr sedm metrů a její výška dosahuje dvaceti metrů. Do věže se vstupuje půlkruhovým portálkem v úrovni prvního patra. Interiér je trámovými stropy rozdělen do pěti podlaží propojených dřevěnými schodišti. Vstup do přízemí je možný pouze otvorem ve stropě. Obranu věže umožňovaly 103–125 centimetrů vysoké střílny, jejichž šířka se pohybuje od 28 do 35 centimetrů, pouze ve čtvrtém patře měří 65–70 centimetrů. Na věži původně  bývala čtyřboká zděná stanová střecha a až do konce dvacátého století ji lemoval otevřený ochoz z cihlovou parapetní zídkou. Ochoz odvodňovaly dva chrliče. Dřevěné konstrukční prvky věže byly dendrochronologicky datovány do období 1451–1462 a jejich stáří zřejmě souvisí s opravou po požáru v roce 1450.
Příkop byl asi dvacet metrů široký. Vedl téměř těsně podél hradby a chyběl pouze západně od kostela, kde nebyl díky strmému svahu zapotřebí. Částečně byl naplněn vodou přiváděnou ze svahů severně od města.

Z opevnění se dochovalo několik celistvějších úseků, které jsou patrné zejména na západní straně za domy v Palackého ulici a jihovýchodně od Šindelářské brány, kde se nachází také jeden z pozůstatků příkopu. V Husově ulici lze pozorovat fragment Horní brány.